# Mistrzostwa świata do lat 18 w hokeju na lodzie mężczyzn 2024 (elita)
25. Mistrzostwa świata do lat 18 w hokeju na lodzie mężczyzn Elity 2024 zorganizowane zostaną w fińskich miastach Espoo i Vantaa. Rozegranie turnieju nastąpi w dniach 25 kwietnia – 5 maja 2024. To będą czwarte mistrzostwa rozgrywane w Finlandii.

## Organizacja
Lodowiska
| Metro Arena Pojemność: 6982 | Vantaa Trio Arena Pojemność: 2024 |
| --------------------------- | --------------------------------- |
|                             |                                   |
| Finlandia – Espoo           | Finlandia – Vantaa                |

W tej części mistrzostw uczestniczyło 10 najlepszych drużyn do lat 18 na świecie. System rozgrywania meczów był inny niż w niższych dywizjach. Najpierw drużyny rozgrywały mecze w fazie grupowej (2 grupy po 5 zespołów), systemem każdy z każdym. Pierwsze cztery zespoły w fazie grupowej awansowały do ćwierćfinałów. Najsłabsza drużyna każdej z grup grała w fazie play-out do dwóch zwycięstw. Drużyna, która dwukrotnie przegrała spadła do niższej dywizji.

## Faza grupowa
Grupa A
| 25 kwietnia 2024 | Stany Zjednoczone | 14:00 | Słowacja | Metro Arena, Espoo |

| 25 kwietnia 2024 | Łotwa | 18:00 | Finlandia | Metro Arena, Espoo |

| 26 kwietnia 2024 | Słowacja | 14:00 | Łotwa | Metro Arena, Espoo |

| 26 kwietnia 2024 | Finlandia | 18:00 | Norwegia | Metro Arena, Espoo |

| 27 kwietnia 2024 | Norwegia | 17:30 | Stany Zjednoczone | Metro Arena, Espoo |

| 28 kwietnia 2024 | Słowacja | 14:00 | Finlandia | Metro Arena, Espoo |

| 28 kwietnia 2024 | Stany Zjednoczone | 18:00 | Łotwa | Metro Arena, Espoo |

| 29 kwietnia 2024 | Łotwa | 17:30 | Norwegia | Metro Arena, Espoo |

| 30 kwietnia 2024 | Norwegia | 14:00 | Słowacja | Metro Arena, Espoo |

| 30 kwietnia 2024 | Finlandia | 18:00 | Stany Zjednoczone | Metro Arena, Espoo |

Tabela
| Lp. | Zespół            | M | Pkt | Z | Zd | Pd | P | G+ | G- | +/− |
| --- | ----------------- | - | --- | - | -- | -- | - | -- | -- | --- |
| 1   | Finlandia         | 0 | 0   | 0 | 0  | 0  | 0 | 0  | 0  | 0   |
| 2   | Łotwa             | 0 | 0   | 0 | 0  | 0  | 0 | 0  | 0  | 0   |
| 3   | Norwegia          | 0 | 0   | 0 | 0  | 0  | 0 | 0  | 0  | 0   |
| 4   | Słowacja          | 0 | 0   | 0 | 0  | 0  | 0 | 0  | 0  | 0   |
| 5   | Stany Zjednoczone | 0 | 0   | 0 | 0  | 0  | 0 | 0  | 0  | 0   |

    = awans do ćwierćfinałów     = baraż o utrzymanie w elicie
Grupa B
| 25 kwietnia 2024 | Czechy | 15:00 | Szwajcaria | Vantaa Trio Arena, Vantaa |

| 25 kwietnia 2024 | Szwecja | 19:00 | Kanada | Vantaa Trio Arena, Vantaa |

| 26 kwietnia 2024 | Szwajcaria | 15:00 | Kazachstan | Vantaa Trio Arena, Vantaa |

| 26 kwietnia 2024 | Kanada | 19:00 | Czechy | Vantaa Trio Arena, Vantaa |

| 27 kwietnia 2024 | Kazachstan | 15:00 | Szwecja | Vantaa Trio Arena, Vantaa |

| 28 kwietnia 2024 | Szwecja | 15:00 | Czechy | Vantaa Trio Arena, Vantaa |

| 28 kwietnia 2024 | Kanada | 19:00 | Szwajcaria | Vantaa Trio Arena, Vantaa |

| 29 kwietnia 2024 | Czechy | 15:00 | Kazachstan | Vantaa Trio Arena, Vantaa |

| 30 kwietnia 2024 | Szwajcaria | 15:00 | Szwecja | Vantaa Trio Arena, Vantaa |

| 30 kwietnia 2024 | Kazachstan | 19:00 | Kanada | Vantaa Trio Arena, Vantaa |

Tabela
| Lp. | Zespół     | M | Pkt | Z | Zd | Pd | P | G+ | G- | +/− |
| --- | ---------- | - | --- | - | -- | -- | - | -- | -- | --- |
| 1   | Czechy     | 0 | 0   | 0 | 0  | 0  | 0 | 0  | 0  | 0   |
| 2   | Kanada     | 0 | 0   | 0 | 0  | 0  | 0 | 0  | 0  | 0   |
| 3   | Kazachstan | 0 | 0   | 0 | 0  | 0  | 0 | 0  | 0  | 0   |
| 4   | Szwajcaria | 0 | 0   | 0 | 0  | 0  | 0 | 0  | 0  | 0   |
| 5   | Szwecja    | 0 | 0   | 0 | 0  | 0  | 0 | 0  | 0  | 0   |

    = awans do ćwierćfinałów     = baraż o utrzymanie w elicie

## Mecz o utrzymanie
| 2 maja 2024 | Ostatnia drużyna grupy A | 11:00 | Ostatnia drużyna grupy B | Vantaa Trio Arena, Vantaa |

## Faza pucharowa

### Ćwierćfinały
| 2 maja 2024 | Pierwsza drużyna z grupy A | 12:00 | Czwarta drużyna z grupy B | Metro Arena, Espoo |

| 2 maja 2024 | Druga drużyna z grupy A | 14:45 | Trzecia drużyna z grupy B | Vantaa Trio Arena, Vantaa |

| 2 maja 2024 | Trzecia drużyna z grupy A | 17:00 | Druga drużyna z grupy B | Metro Arena, Espoo |

| 2 maja 2024 | Czwarta drużyna z grupy A | 19:45 | Pierwsza drużyna z grupy B | Vantaa Trio Arena, Vantaa |

### Półfinały
| 4 maja 2024 | Zwycięzca pierwszego ćwierćfinału | 14:00 | Zwycięzca drugiego ćwierćfinału | Metro Arena, Espoo |

| 4 maja 2024 | Zwycięzca trzeciego ćwierćfinału | 18:00 | Zwycięzca czwartego ćwierćfinału | Metro Arena, Espoo |

### Mecz o trzecie miejsce
| 5 maja 2024 | Przegrany pierwszego półfinału | 14:00 | Przegrany drugiego półfinału | Metro Arena, Espoo |

### Finał
| 5 maja 2024 | Zwycięzca pierwszego półfinału | 18:00 | Zwycięzca drugiego półfinału | Metro Arena, Espoo |